# Гірські ліси Оахаки
Гірські ліси Оахаки (ідентифікатор WWF: NT0146) — неотропічний екорегіон тропічних та субтропічних вологих широколистяних лісів, розташований на сході Мексики.

## Географія
Екорегіон гірських лісів Оахаки охоплює пояс вологих гірських тропічних лісів, що простягаються приблизно на 350 км з півночі на південь уздовж східних схилів Сьєрра-Мадре-де-Оахаки та гір Трансмексиканського вулканічного поясу, звернених до Мексиканської затоки. Екорегіон переважно розташований в штатах Веракрус та Оахака, а також включає крайній схід Пуебли. Крайньою північною межею регіону є долина Теколутли та гори Сьєрра-де-Чіконкіако. У високогір'ях на захід від екорегіону поширені сосново-дубові ліси Трансмексиканського вулканічного поясу та сосново-дубові ліси Сьєрра-Мадре-де-Оахаки, а у низовинах на сході — вологі ліси Веракрусу та вологі ліси Петену і Веракрусу.

## Клімат
В горах екорегіону переважає високогірний субтропічний клімат (Cwb або Cfb за класифікацією кліматів Кеппена) або вологий субтропічний клімат (Cwa або Cfa за класифікацією Кеппена). З листопада по березень в регіоні триває прохолодний сезон, у квітні-травні — короткий теплий сухий сезон, а з червня по жовтень — теплий вологий сезон. Середньорічна температура в регіоні становить 17-19 °C, знижуючись з висотою. Середньорічна кількість опадів коливається від 3000 до 6000 мм і є однією з найвищих у Мексиці.

## Флора
Ліси екорегіону демонструють значне видове та структурне різноманіття, яке залежить від клімату, висоти над рівнем моря та ґрунтів. Основними рослинними угрупованнями регіону є вологі гірські тропічні ліси та хмарні ліси. Дерева у цих лісах зазвичай виростають до 20-40 м заввишки і вкриті численними епіфітами, зокрема мохами, папоротями та орхідеями.
Флора екорегіону включає як неотропічні види, що походять з американських тропіків, так і неарктичні види, що походять з помірних районів Північної Америки, причому рівень її ендемізму високий і становить 30-35 %. Лісові дерева в екорегіоні, як правило, мають неарктичне походження, тоді як в середньому ярусі і підліску переважають тропічні рослини. Серед дерев, поширених в екорегіоні, слід відзначити мексиканську ореомунею (Oreomunnea mexicana) або гуаябо-амарільйо, мексиканський в'яз (Ulmus mexicana), американське амброве дерево (Liquidambar styraciflua), чорне тупело (Nyssa sylvatica), мексиканську білу сосну (Pinus ayacahuite) та різні види дубів (Quercus spp.). В їх підліску поширені численні пальми, папороті, орхідеї, епіфіти, гриби та трав'янисті рослини. В лісах екорегіону зустрічається майже 630 видів папоротей та мохів. 
У лісах, поширених у районах, де переважають вулканічні ґрунти, зустрічаються мексиканські граби (Carpinus tropicalis), розлогі коричники (Cinnamomum effusum), великолисті клетри (Clethra macrophylla), мексиканські гедіосмуми (Hedyosmum mexicanum), американські амброві дерева (Liquidambar styraciflua), шкірясті мірсини (Myrsine coriacea), мексиканські королівські дуби (Quercus germana), ланцетолисті дуби (Quercus lancifolia), халапські дуби (Quercus xalapensis), дуби Кортеса (Quercus cortesii), дуби Сартора (Quercus sartorii), гладенькі стиракси (Styrax glabrescens), незвичайні турпінії (Turpinia insignis) та чорноколосі зантоксилуми (Zanthoxylum melanostictum).
У лісах, поширених у районах, де переважають вапнякові ґрунти, зустрічаються дрібноголівчасті павуковолосники (Arachnothryx capitellata), канадські юдині дерева (Cercis canadensis), гватемальські клузії (Clusia guatemalensis), деревоподібні кожоби (Cojoba arborea), мексиканські євгенії (Eugenia mexicana), лавролисті гаррії (Garrya laurifolia), прибережні крабові дерева (Gymnanthes riparia), ореопанакси Лібмана (Oreopanax liebmannii), халапські ореопанакси (Oreopanax xalapensis), американські хмелеграби (Ostrya virginiana), пірчастожилкуваті дуби (Quercus pinnativenulosa), незвичайні турпінії (Turpinia insignis), одноколірні віммерії (Wimmeria concolor) та петенські зантоксилуми (Zanthoxylum petenense).

## Фауна
В межах екорегіону зустрічається 185 видів ссавців, зокрема білохвості олені (Odocoileus virginianus), центральноамериканські мазами (Mazama temama), ошийникові пекарі (Dicotyles tajacu), центральноамериканські тапіри (Tapirus bairdii), центральноамериканські коати (Ateles geoffroyi), флоридські кролики (Sylvilagus floridanus), мексиканські рудочереві вивірки (Sciurus aureogaster), вивірки Деппе (Sciurus deppei), орісабські оленячі миші (Peromyscus beatae), мексиканські врожайниці (Reithrodontomys mexicanus), кучеряві гоферики (Heterogeomys hispidus), мексиканські коенду (Coendou mexicanus), віргінські опосуми (Didelphis virginiana), південні опосуми (Didelphis marsupialis), мексиканські мишачі опосуми (Marmosa mexicana), північні тамандуа (Tamandua mexicana), дев'ятипоясні броненосці (Dasypus novemcinctus) та малі жовтоплечі месоамериканські кажани (Sturnira parvidens).
Серед хижаків, поширених в лісах екорегіону, слід відзначити ягуара (Panthera onca), північноамериканську пуму (Puma concolor couguar), оцелота (Leopardus pardalis), маргая (Leopardus wiedii), ягуарунді (Herpailurus yagouaroundi), койота (Canis latrans), сіру лисицю (Urocyon cinereoargenteus), тайру (Eira barbara), північноамериканську котофредку (Bassariscus astutus), какоміцлі (Bassariscus sumichrasti), кінкажу (Potos flavus), білоносу носуху (Nasua narica), великого гризона (Galictis vittata), американського свинорилого скунса (Conepatus leuconotus), південного плямистого скунса (Spilogale angustifrons), довгохвостого скунса (Mephitis macroura) та звичайного ракуна (Procyon lotor). Ендеміками екорегіону є хікоські оленячі миші (Habromys simulatus) та рисові хом'яки Чапмана (Handleyomys chapmani), а майже ендемічними його представниками — оахацькі полівки (Microtus oaxacensis), великомиші Нельсона (Megadontomys nelsoni), чорнуваті оленячі миші (Peromyscus furvus), чорноплямисті оленячі миші (Peromyscus melanocarpus), великозубі мідиці (Sorex macrodon) та мексиканські дрібновухі бурозубки (Cryptotis mexicana).
Орнітофауна екорегіону нараховує близько 325 видів птахів. Серед птахів, поширених в лісах екорегіону, слід відзначити чубату пенелопу (Penelope purpurascens), чубатого токро (Odontophorus guttatus), чорногорлу перепелицю (Dendrortyx leucophrys), мексиканську перепелицу (Dendrortyx barbatus), мексиканського голубка (Zentrygon albifacies), багряногорлого колібрі (Lamprolaima rhami), малахітового колібрі (Abeillia abeillei), північного колібрі-герцога (Eugenes fulgens), мексиканського колібрі-жарокрила (Eupherusa eximia), фіолетового колібрі-шаблекрила (Campylopterus hemileucurus), аметистовогорлого колібрі-самоцвіта (Lampornis amethystinus), рудокрилу амазилію-берила (Saucerottia beryllina), гватемальську агиртрію (Chlorestes candida), блакитноголову агиртрію (Saucerottia cyanocephala), неоарктичного яструба (Accipiter striatus), буру сову-лісовика (Strix virgata), темноволого трогона (Trogon collaris), оливковоголового тукана (Aulacorhynchus prasinus), бурого дзьогана (Leuconotopicus fumigatus), білолобого папугу-червоногуза (Pionus senilis), жовтощокого амазона (Amazona autumnalis), панамського катіту (Bolborhynchus lineola), смугастого сорокуша (Thamnophilus doliatus), гватемальську мурашницю (Grallaria guatimalensis), плямистолобого дереволаза (Lepidocolaptes affinis), рудогорлого листовика (Sclerurus mexicanus), маскову бекарду (Tityra semifasciata), вогнистого москверо (Pyrocephalus obscurus), рудого монудо (Mitrephanes phaeocercus), рудобрового віреона (Cyclarhis gujanensis), буру паю (Psilorhinus morio), чорнощокого гагера (Cyanolyca cucullata), тигрового різжака (Campylorhynchus zonatus), сіроволого тріщука (Henicorhina leucophrys), бронзового дрозда (Turdus grayi), чорноголового дрозда-короткодзьоба (Catharus mexicanus), сірого солітаріо (Myadestes unicolor), зеленобокого органіста (Chlorophonia occipitalis), мінливобарвного зеленника (Chlorospingus flavopectus), малого коронника (Basileuterus culicivorus), білокрилу пірангу (Piranga leucoptera), садового квіткокола (Diglossa baritula), бірюзову танагру-медоїда (Cyanerpes cyaneus) та блакитну саяку (Thraupis episcopus).
Герпетофауна екорегіону є однією з найбагатших у Мексиці: тут зустрічається 161 вид плазунів та понад 100 видів амфібій. Також ліси екорегіону характеризуються високим різноманіттям метеликів та інших комах.

## Збереження
Хоча гірські ліси Оахаки зазнали людського втручання, близько 45 % території екорегіону все ще вкривають гірські ліси, які є одними з найбільш незайманих у Мексиці. Основними загрозами для збереження природи регіону є розвиток сільського господарства, лісозаготівля та експлуатація лісових ресурсів. Значна ерозія ґрунтів в районах, де відбувається вирубка лісів, перешкоджає їх подальшому відновленню.
Оцінка 2017 року показала, що 219 км², або 3 % екорегіону, є заповідними територіями. Природоохоронні території включають: Національний парк Каньйон-дель-Ріо-Бланко, Екологічний заповідник Серро-ла-Галаксія, Екологічний заповідник Серро-де-лас-Кулебрас, Екологічний заповідник Ла-Мартініка, Екологічний заповідник Панчо-Поза, Заповідну зону Ріо-Філо-Бобос, Заповідник Сан-Антоніо-дель-Барріо, Заповідник Сантьяго-Тлатепуско, Заповідник Ла-Тьєрра-дель-Файсан, Заповідник Сан-Хуан-Тепонакстла, Заповідник Санто-Домінго-Какалотепек та Заповідник Нопалера-дель-Росаріо.